# Калоутъс
Калоутъс (на английски: Kahlotus) е град в окръг Франклин, щата Вашингтон, САЩ. Калоутъс е с население от 214 жители (2000) и обща площ от 1,1 km². Намира се на 275 m надморска височина. ЗИП кодът му е 99335, а телефонният му код е 509.